# 방백 (밴드)
방백은 대한민국의 슈퍼그룹으로, 방준석과 백현진이 결성했다.
2014년 영화 경주의 OST를 맡았으며, 2016년에는 정규 음반 너의 손을 발매하기도 했다. 2018년에는 솔로 콘서트와 DMZ 피스트레인 뮤직 페스티벌에 참여하기도 했다.

## 음반 목록
- 너의 손 (2016)